# الحب متلازمة الصف الثامن وأوهام أخرى! تيك أون مي
الحب، متلازمة الصف الثامن وأوهام أخرى! تيك أون مي (باليابانية: 映画 中二病でも恋がしたい！، بالروماجي:  Eiga Chūnibyō demo Koi ga Shitai! Take On Me) هو فيلم أنمي، أنتج من قبل استوديو كيوتو أنيميشن، الفيلم مقتبس من سلسلة الرواية خفيفة، الحب متلازمة الصف الثامن وأوهام أخرى، وعرض في 6 يناير عام 2018، وبلغت مدته 90 دقيقة.

## القصة
يوتا توغاشي، وريكا تاكاناشي، وشينكا نيبوتاني، هم طلاب في السنة الثالثة من المدرسة الثانوية. شينكا هي نائبة رئيس مجلس الطلاب، وساناي دكوموري هي الرئيسة. لا تزال ريكا. مصابة متلازمة الصف الثامن. توكا أخت ريكا الكبرى، تتصل بـ يوتا، لتخبره أن حياتها المهنية في إيطاليا قد استقرت أنها تريد أن تجلب ريكا، إلى إيطاليا لتقضي معها عطلة الربيع.

## الأداء الصوتي
يوتا توغاشي (باليابانية: 富樫 勇太، بالروماجي: Togashi Yūta)
مؤدي الصوت: جون فوكوياما
ريكا تاكاناشي (باليابانية: 小鳥遊 六花، بالروماجي: Takanashi Rikka)
مؤدية الصوت: مآيا أوتشيدا
شينكا نيبوتاني (باليابانية: 丹生谷 森夏، بالروماجي: Nibutani Shinka)
مؤدية الصوت: تشيناتسو أكاساكي
كومين تسويوري (باليابانية: 五月七日 くみん، بالروماجي: Tsuyuri Kumin)
مؤدية الصوت: آزومي آساكورا
ساناي ديكوموري (باليابانية: 凸守 早苗، بالروماجي: Dekomori Sanae)
مؤدية الصوت: سوميري أويساكا
ساتوني شيتشيميا (باليابانية: 七宮 智音، بالروماجي: Shichimiya Satone)
مؤدية الصوت: جوري ناغاتسوما
ماكوتو إيشيكي (باليابانية: 一色 誠، بالروماجي: Isshiki Makoto)
مؤدي الصوت: سويتشيرو هوشي
توكا تاكاناشي (باليابانية: 小鳥遊 十花، بالروماجي: Takanashi Tōka)
مؤدية الصوت: إيري سينداي
كوزوها توغاشي (باليابانية: 富樫 樟葉، بالروماجي: Togashi Kuzuha)
مؤدية الصوت: كاوري فوكوهارا
يوميها توغاشي (باليابانية: 富樫 夢葉، بالروماجي: Togashi Yumeha)
مؤدية الصوت: مامي شيتارا
ناناسي تسوكومو (باليابانية: 九十九 七瀬، بالروماجي: Tsukumo Nanase)
مؤدية الصوت: كيكوكو إينوي
 والدة ريكا تاكاناشي
مؤدية الصوت: جونكو إيواو

## وصلات خارجية
- الموقع الرسمي(باليابانية)

الحب متلازمة الصف الثامن وأوهام أخرى! تيك أون مي على موقع IMDb (الإنجليزية)
- الحب متلازمة الصف الثامن وأوهام أخرى! تيك أون مي على موقع روتن توميتوز (الإنجليزية)
- الحب متلازمة الصف الثامن وأوهام أخرى! تيك أون مي على موقع قاعدة بيانات الفيلم (الإنجليزية)
- الحب متلازمة الصف الثامن وأوهام أخرى! تيك أون مي على موقع ليتربوكسد (الإنجليزية)
- الحب متلازمة الصف الثامن وأوهام أخرى! تيك أون مي على موقع كينوبويسك (الروسية)